# 에마누엘레 필리베르토 디 사보이아 공작
에마누엘레 필리베르토 디 사보이아 공작(이탈리아어: Emanuele Filiberto, duca di Savoia, 1528년 7월 8일 ~ 1580년 8월 30일)는 1553년부터 1580년까지 사보이아 공국을 통치한 공작이다.
샹베리에서 사보이아 공작 카를로 3세와 베아트리스 드 포르투갈 사이에서 태어났으며 성인까지 성장한 부부의 유일한 자식이였다. 그의 어머니가 신성 로마 제국의 황제 카를 5세의 처제였던 인연으로 프랑스 왕 프랑수아 1세에 맞선 이탈리아 전쟁 중에 카를 5세의 군대에서 복무하였고 1553년 6월에 에당을 점령하기도 했다. 한달 뒤 그는 아버지의 뒤를 이어 사보이아 공작이 되었지만, 1536년 이래로 프랑스가 사보이아 공국을 점령하여 통치했기에 사실상 무의미한 작위였다. 대신에 그는 사보이아 공국을 회복하기 위해 합스부르크 왕가에서 계속 복무했으며, 1555년부터 1559년까지 네덜란드의 총독으로서 사촌인 펠리페 2세 밑에서 일했다.
이 지위로 그는 스페인 군대의 프랑스 북부 침공을 직접 이끌었고 1557년 8월 10일 생캉탱 전투에서 대승을 거뒀다. 그는 또한 헨리 8세의 딸 엘리자베스 1세의 구혼자이기도 했다. 1559년에 프랑스와 스페인 사이에 카토 캉브레지 조약이 체결되면서 사보이아 공국을 수복하는데 성공하였고, 오촌이자 프랑스 왕 앙리 2세의 여동생인 베리 여공작 마르그리트 드 프랑스와 결혼하였다. 그들의 자녀는 카를로 에마누엘레 1세가 유일했다.
1580년 1월 31일 외숙부인 포르투갈 국왕 엔리크 1세가 사망하자, 포르투갈 왕위 주장자로서 자신의 권리를 주장하였다. 그러나 펠리페 2세에 비하여 자신의 입지가 취약하다는 것을 깨닫고 포르투갈 왕위 주장을 포기하였다. 펠리페 2세는 포르투갈의 소유권을 지니게 되었고 이베리아 연합을 형성하였다.
에마누엘레 필리베르토는 프랑스와의 대가가 큰 전쟁으로부터 사보이아 공국을 회복하는데 통치 대부분을 보냈다. 숙련된 정치 전략가였던 그는 유럽의 여러 분쟁들을 이용하여 토리노를 포함한 영토를 프랑스와 스페인으로부터 서서히 되찾는데 성공하였다. 그는 또한 영토 두 곳을 매입하기도 했었다. 사보이아 공국을 되찾은 후 프랑스를 더 이상 믿을 수 없는 적이라고 우려한 그는 프랑스의 침공으로부터 노출된 샹베리보다는 알프스 뒤편에 있어 비교적 방어에 용이한 토리노로 사보이아 공국의 수도를 옮겼으며, 공국의 공식 언어를 라틴어에서 이탈리아어로 대체하면서 사보이아 공국이 이탈리아 역사의 전면에 등장하는 계기를 마련하였다. 그는 토리노에서 사망할 무렵 살루초 후국을 획득하려고 했었다. 사후 1578년에 토리노의 수의의 보관 장소를 옮겼던 토리노 대성당의 성수의 채플에 매장되었다.

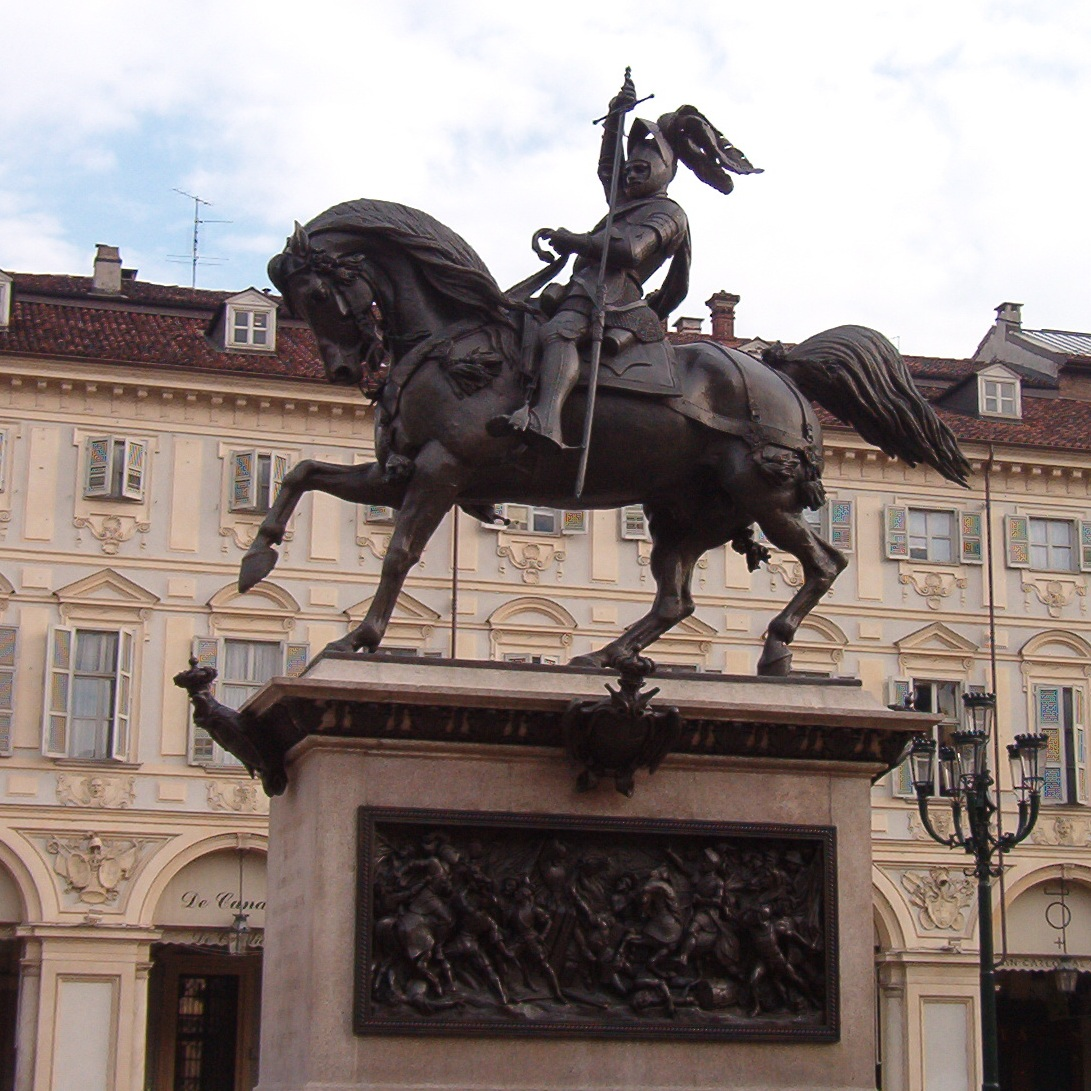
토리노에 위치한 에마누엘레 필리베르토의 청동마상(Caval ëd Brons)
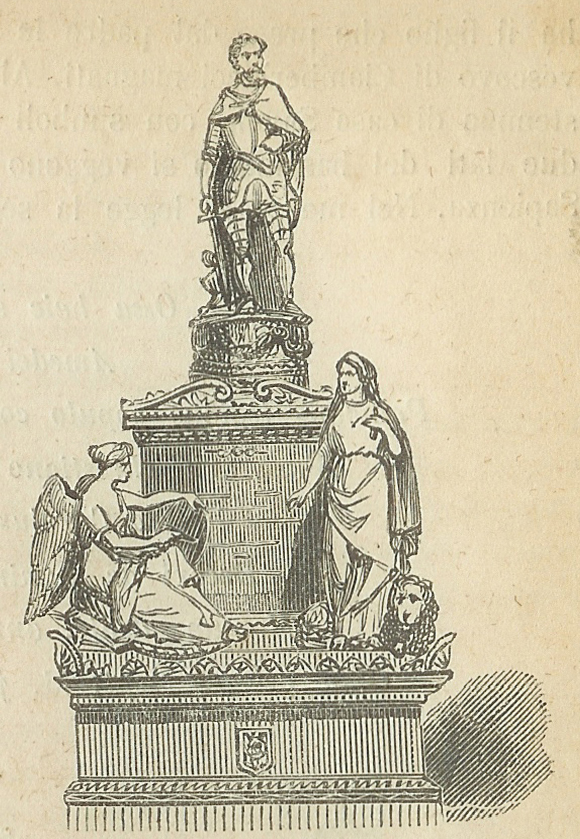
추모비 묘사

## 같이 보기
- 1580년 포르투갈 계승 위기

| 에마누엘레 필리베르토 디 사보이아 공작 사보이아 가출생: 1528년 7월 8일 사망: 1580년 8월 30일 |                             |                            |
| 작위                                                                                         |                             |                            |
| 이전 카를로 3세                                                                              | 사보이아 공작 1553년–1580년 | 이후 카를로 에마누엘레 1세 |
| 공직                                                                                         |                             |                            |
| 이전 마리아 폰 외스터라이히                                                                  | 네덜란드 총독 1555년–1559년 | 이후 마르게리타 디 파르마  |